# Jangrot
Jangrot – wieś w Polsce, położona w województwie małopolskim, w powiecie olkuskim, w gminie Trzyciąż.

## Historia
Wieś biskupstwa krakowskiego w powiecie proszowickim w województwie krakowskim w końcu XVI wieku. Do 1954 roku siedziba gminy Jangrot.
W latach 1954–1972 wieś należała i była siedzibą władz gromady Jangrot. W latach 1975–1998 wieś administracyjnie należała do województwa krakowskiego.
Jangrot to dawna własność biskupów krakowskich i pierwotnie nosiła nazwę Biskupice. Biskup krakowski Jan Grot ok. 1340 roku zmienił ją na miasto i nadał swoje nazwisko. Jak wynika z kronik kościelnych, wieś została założona po zniesieniu praw miejskich przed 1440 rokiem. Jan Grot wybudował około 1355 roku kościół z drewna modrzewiowego, na którego miejscu zbudowano potem w 1519 roku kolejny drewniany, a w XIX w. obecny murowany. Wypisy z 1522 roku podają, że różnie wówczas pisano nazwę wsi – Jangrod, Jangroth, Janigrot.
Kroniki, podania i przekazy ludzi starszych mówią, że od czasu uwłaszczenia chłopów wieś była w rękach dworu i krakowskiej kurii. Po powstaniu styczniowym prawdopodobnie wiele się zmieniło. Z posiadłości dużego dworu liczącego ok. 40 ha pozostało tylko 18 ha, gdyż resztę rozdano chłopom po wydzieleniu działki pod szkołę, na której obecnie ona stoi. Pierwsza szkoła we wsi znajdowała się w czworaku udostępnionego przez dworskiego rządcę. Nauczanie wówczas było płatne i trwało 4 zimy. Po 1900 roku mogło umieć czytać i pisać ok. 50 osób – pozostali byli analfabetami. Proboszcz był administratorem dóbr kurii. Miejscowa ludność odrabiała pańszczyznę. Szkoła murowana powstała ok. 1910 roku, którą w latach późniejszych przebudowano. W 1905 roku powstał murowany budynek, w którym mieściła się gminna rada. Do gminy Jangrot należały wtedy 23 wsie. Ochotnicza straż pożarna została założona w 1933 roku przez wójta gminy Stanisława Orczyka z Imbramowic.
Teren Jangrota jest mocno pofalowany i pagórkowaty o wysokościach 400–450 m n.p.m. Na Małym Końcu, na jednym z podwórek bije źródełko dające początek rzece Dłubni. Jangrot jest typową ulicówką. W pobliżu wsi znajduje się Park Krajobrazowy z rezerwatem „Michałowiec”, w którym szczególnej ochronie podlega obuwik pospolity.

## Integralne części wsi
| SIMC    | Nazwa              | Rodzaj    |
| ------- | ------------------ | --------- |
| 0339595 | Cieplice           | część wsi |
| 0339603 | Jangrot Poduchowny | część wsi |
| 0339610 | Kosmolów           | część wsi |
| 0339626 | Kresy              | część wsi |
| 0339632 | Mały Koniec        | część wsi |
| 0339649 | Pod Michałówką     | część wsi |

## Zabytki
Obiekt wpisany do rejestru zabytków nieruchomych województwa małopolskiego.
- Kościół parafialny pw. św. Jana Chrzciciela, dzwonnica.
Budynek jednonawowy, zbudowany z cegły w latach 1822–1824 przez krakowskiego architekta Antoniego Beka[8] nakładem ks. Jana Pawła Woronicza. W środku 5 ołtarzy (w tym główny z 1893 roku). W jednym z bocznych ołtarzy obraz gotycki św. Rodzina (XVI w.). Dwa inne ołtarze boczne mają obrazy, których autorem jest Michał Stachowicz. W kościele znajduje się także krucyfiks gotycki z drugiej połowy XIV wieku. Organy wykonane w 1887 roku przez firmę Józefa Szymańskiego z Warszawy.

## Galeria zdjęć

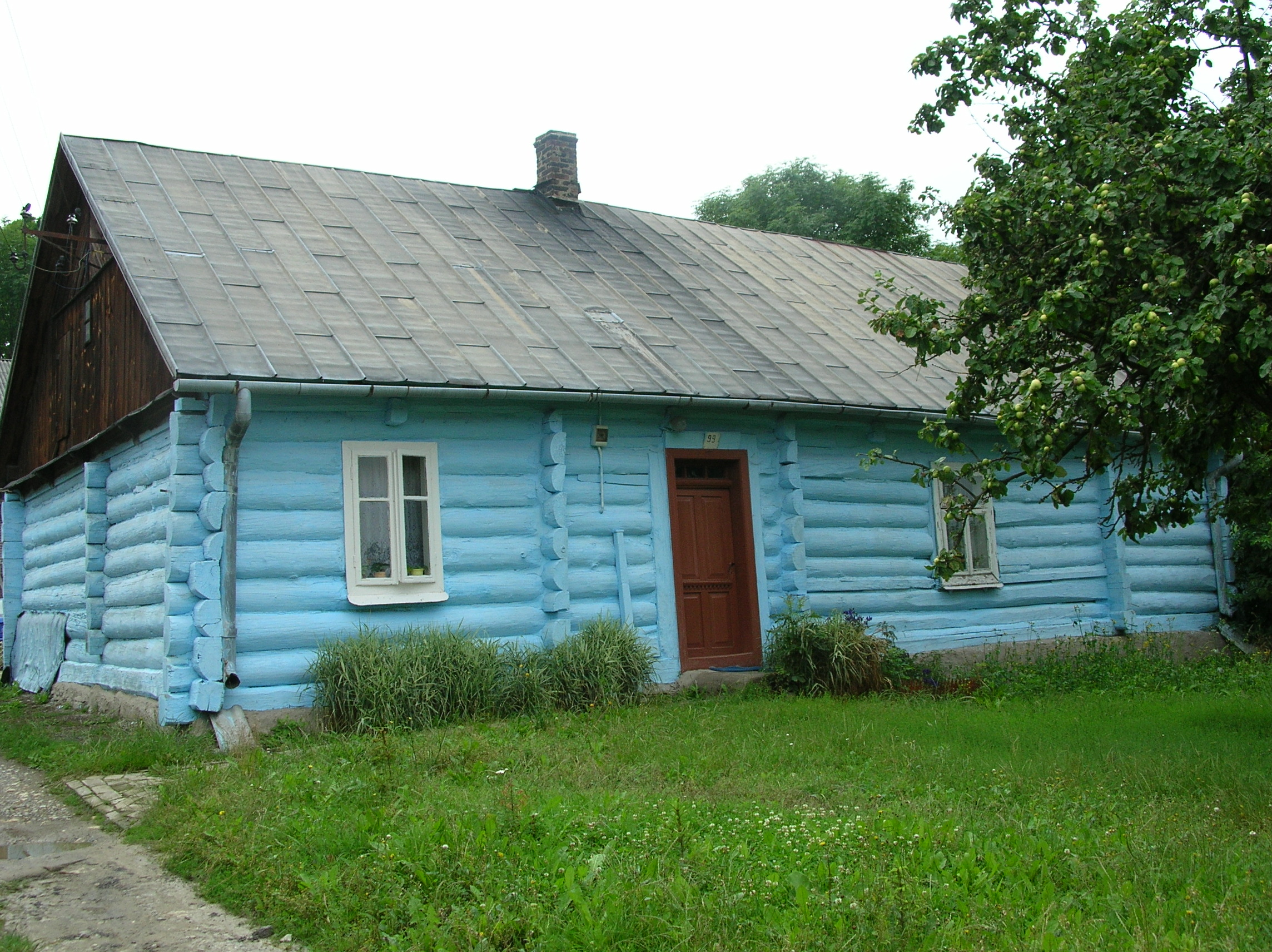
Zabytkowa chałupa drewniana we wsi Jangrot
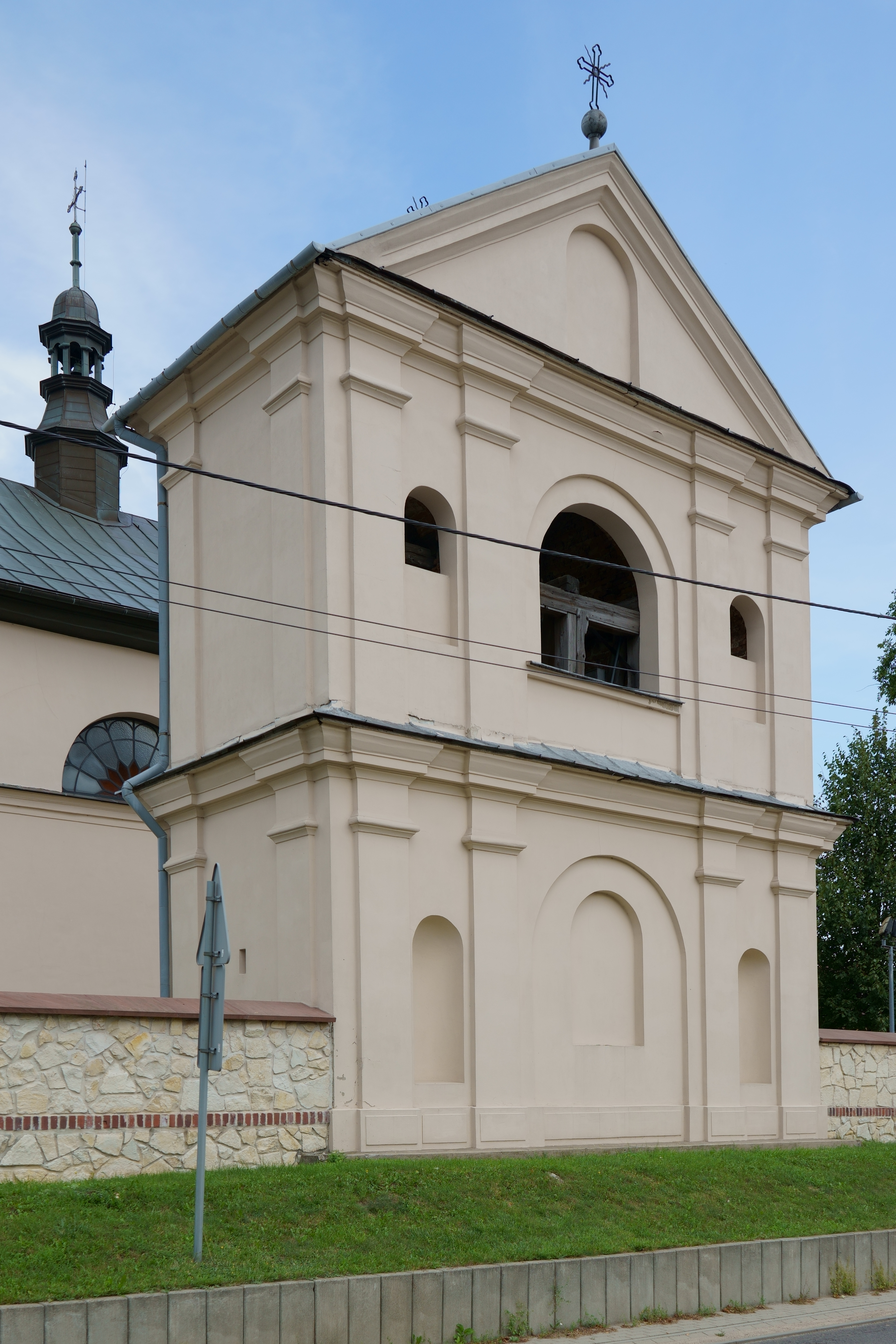
Dzwonnica